# Spoorlijn Zohor – Záhorská Ves
De spoorlijn Zohor - Záhorská Ves (spoorlijn 113) is een spoorlijn in het westen van Slowakije.

## Ligging
De lijn begint in Zohor (nabij Bratislava). Aan de vertakking Devínska Nová Ves verlaat ze het parcours van lijn 112. Ze leidt verder naar de Oostenrijkse grens, naar Záhorská Ves (regio Záhorie), vlak bij de oever van de rivier Morava. Het station Záhorská Ves is het meest westelijke spoorwegstation in Slowakije.

## Geschiedenis

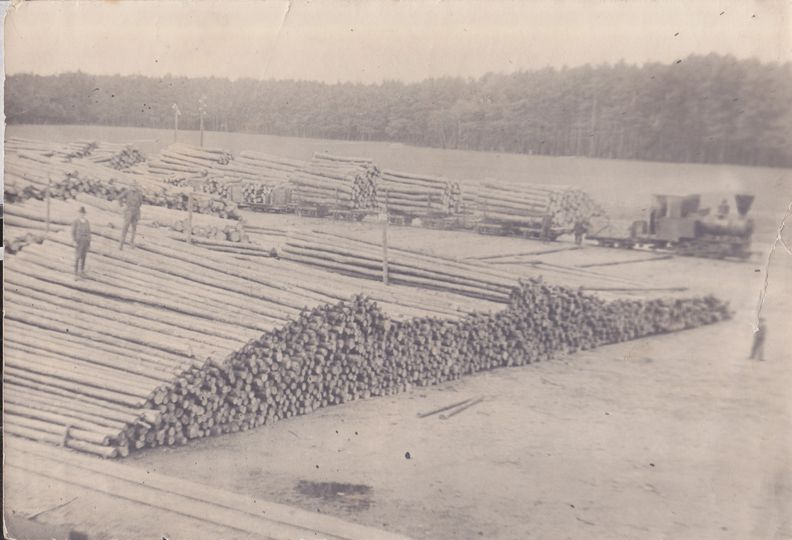
Jaar 1925: houtopslag op station Dúbrava pri Morave. Dit station draagt anno 2023 de naam: Vysoká pri Morave zastávka.

Spoorlijn 113 is aangelegd tijdens het bestaan van het Koninkrijk Hongarije en werd in dienst gesteld op 15 november 1911, samen met de lijn Zohor-Plavecký Mikuláš (lijn 112). Het bestaan van lijn 113 was belangrijk voor het vrachtverkeer van en naar de suikerfabriek in Záhorská Ves.
Het passagiersvervoer werd op 2 februari 2003 onderbroken, maar werd in juli 2003 hernomen op initiatief van de autonome regio Bratislava: vooreerst door de particuliere onderneming Bratislavská regionálna koľajová spoločnost (BRKS), en later door de Slowaakse spoorwegmaatschappij (ŽSSK). 

Op 14 december 2019 werd het reizigersvervoer andermaal beëindigd. De belangrijkste redenen hiervoor waren de relatief hoge exploitatiekosten en het beperkt aantal passagiers (ongeveer 180 reizigers per dag en per richting).

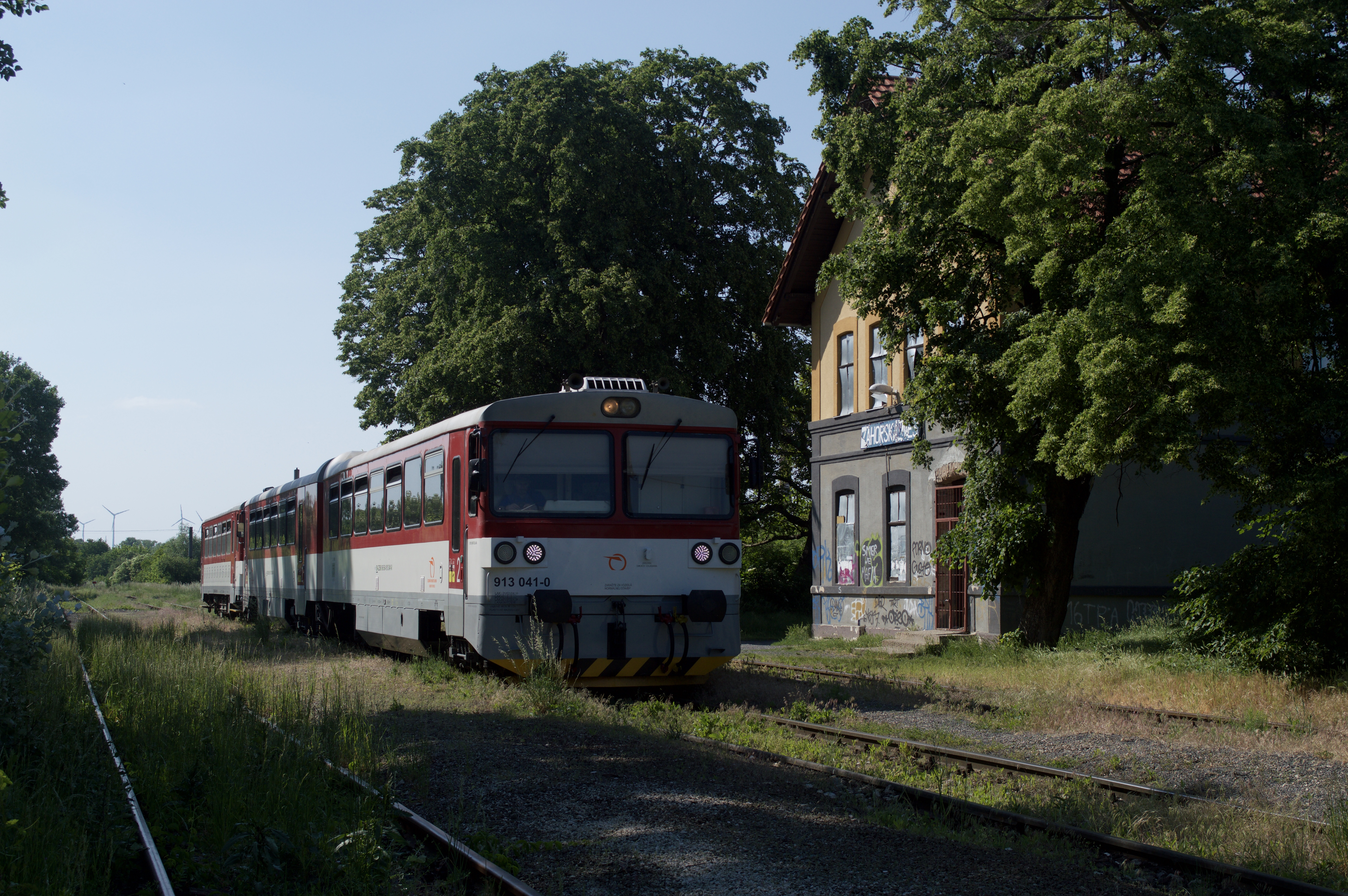
Station Záhorská Ves in mei 2018.

## Stations en stopplaatsen
- Zohor (Verkeersleiding)
  - Vertakking naar lijn 110 (Bratislava – Břeclav)
- Lábske Jazero
- Vysoká pri Morave
- Záhorská Ves